# Livello di condensazione forzata
Il livello di condensazione forzata, o Lifting Condensation Level (LCL) è la quota in cui una massa d'aria raggiunge la saturazione in seguito al sollevamento forzato dal suolo.

## Dinamica
La quantità di acqua allo stato gassoso che l'aria può contenere dipende dalla temperatura: più essa è bassa, meno vapore acqueo potrà essere presente in una stessa quantità di aria (assumendo che la pressione a cui è sottoposta non subisca variazioni). Il rapporto tra vapore acqueo contenuto e il limite massimo di vapore consentito a una certa temperatura esprime l'umidità relativa dell'aria.
Quando una massa d'aria è costretta a sollevarsi dal suolo, si raffredda con un tasso pari al gradiente adiabatico secco (circa 1 °C ogni 100 m); quindi l'umidità relativa aumenterà perché il vapore presente sarà rimasto invariato. Il punto in cui l'aria raggiunge la saturazione (umidità relativa pari al 100%) corrisponde al LCL. Da tale quota l'ulteriore sollevamento causerà una minore diminuzione della temperatura dell'aria (secondo il tasso del gradiente adiabatico saturo, ossia circa 0,6 °C ogni 100 m) per via della condensazione stessa poiché, durante il passaggio dell'acqua dallo stato gassoso allo stato liquido, viene liberato calore.
L'aria può essere sollevata dal passaggio di un fronte freddo, di una dry-line, dalla spinta verso ostacoli orografici (rilievi montuosi), da convergenza nei bassi strati atmosferici o da altri fenomeni ancora.

## Determinazione del LCL

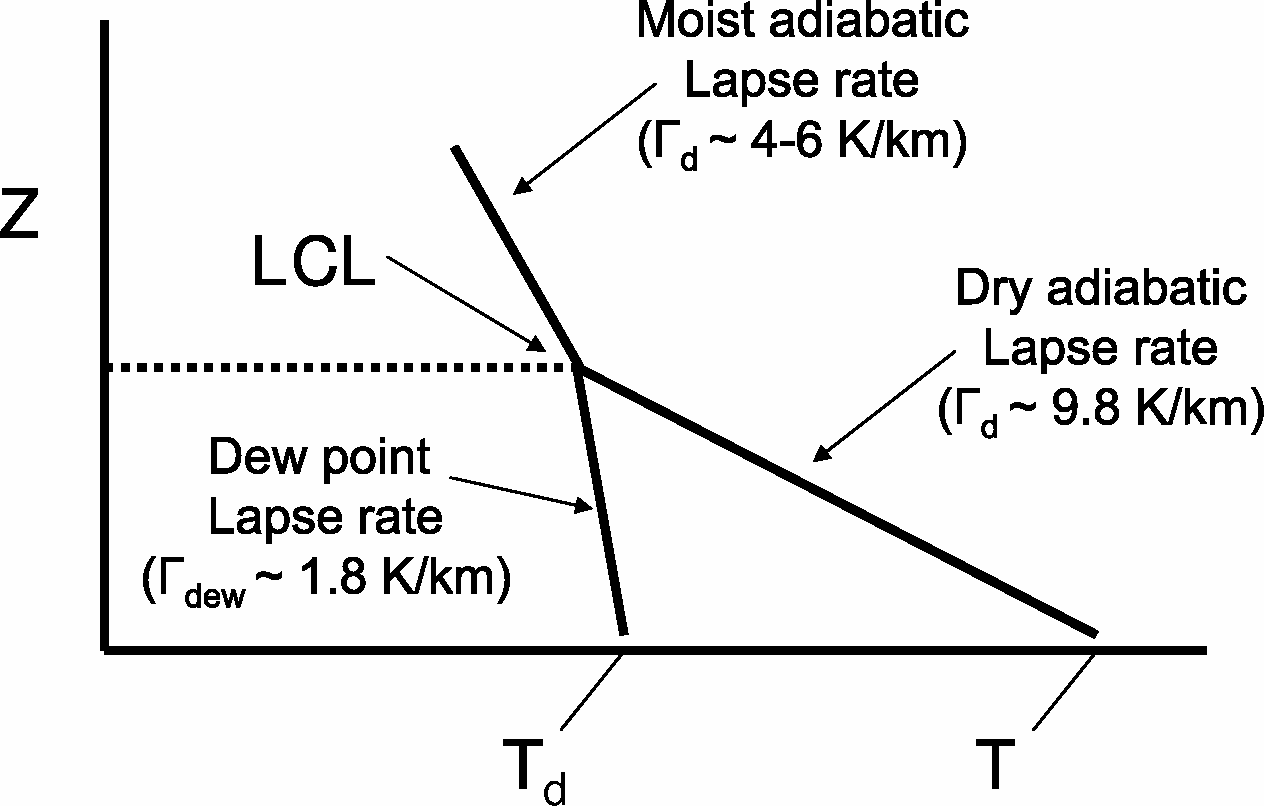
Diagramma semplificato che illustra come identificare la quota del LCL

Per calcolare la posizione del LCL su un diagramma aerologico di tipo Skew-T si devono tracciare due linee. La prima, partendo dalla temperatura di rugiada al suolo, seguendo l'andamento delle isoigrometriche (generalmente tracciate con linee tratteggiate); la seconda, partendo dalla temperatura al suolo seguendo l'andamento dell'adiabatica secca. Il punto di intersezione tra le due linee individua il livello di condensazione forzata.
Spesso nei diagrammi aerologici la quota del LCL è indicata sulla destra, tramite un segno corrispondente alla quota isobarica oppure in metri nell'elenco dei parametri che talvolta vengono riportati.

## LCL e instabilità dell'aria
La quota del LCL corrisponde approssimativamente alla base delle nubi cumuliformi, causate da movimenti verticali dell'aria. Più il livello di condensazione forzata sarà basso, tanto più sarà umida l'aria (e, quindi, probabili fenomeni meteorologici intensi). È stato dimostrato che nei cumulonembi da cui scaturiscono tornado (le cosiddette supercelle) l'altezza del LCL è più bassa rispetto ad altre nubi temporalesche, comprese le supercelle non tornadiche.